# Божићна прича (филм из 1938)
Божићна прича (енгл. A Christmas Carol) је амерички фантастично-драмски филм из 1938. године, режисера Едвина Л. Марина, према сценарију који је Хјуго Батлер написао на основу истоимене новеле Чарлса Дикенса. Главну улогу у филму тумачи Реџиналд Овен као Ебенизер Скруџ, шкрти старац који на Бадње вече схвати своје грешке након што га посете три духа. Споредне улоге тумаче Џин Локхарт, Кетлин Локхарт, Тери Килберн, Бари Макај и Лин Карвер.

## Радња
На Бадње вече у Лондону 19. века, Фред клиза по леду на тротоару. Тамо среће Питера и Тима Крачита, синове Боба Крачита, службеника његовог ујака Ебенизера Скруџа. Када Фред открије ко је, дечаци побегну у страху.
Фред убрзо стиже у канцеларију шкртог Ебенизера. Након што је одбио позив свог нећака на божићну вечеру, Скруџ грубо одбија и двојицу људи који прикупљају новац у добротворне сврхе. Те вечери Скруџ нерадо допушта Бобу да узме слободан дан за Божић, али му наређује да сутрадан дође рано на посао. Међутим, касније, Боб случајно обори Скруџов шешир грудвом снега. Скруџ га отпушта и задржава његову недељну плату као надокнаду за уништени шешир, захтевајући додатно и шилинг како би надоместио разлику. Боб троши последњи део плате на храну за божићну вечеру своје породице.
У својој кући, Скруџа посећује дух његовог покојног пословног партнера, Џејкоба Марлија, који га упозорава да треба да се покаје за своје грешно понашање, или ће у загробном животу бити осуђен као и он сам. Такође говори Скруџу да ће га током ноћи посетити три духа.
У један сат после поноћи, Скруџа посећује Дух прошлих Божића у обличју младе девојке, која га води у његову прошлост. Скруџ види млађег себе како тугује када је једном приликом морао да проведе празнике сам у школи, и радост када је његова сестра Фен дошла по њега за Божић. Дух подсећа Скруџа да је Фен, која је умрла пре много година, мајка његовог нећака. Скруџ затим види своје ране пословне почетке када је био запослен код доброћудног господина Фезивига.
У два сата, Скруџ сусреће веселог Духа садашњег Божића, који му показује како други људи прослављају Божић. У цркви, Фред и његова вереница Бес делују срећно и заљубљено. Њих двоје морају да причекају са венчањем због Фредових финансијских проблема, а дух примећује да они можда никада неће ни ступити у брак, што би могло окончати њихову љубав. Скруџ затим види дом Крачитових. Иако зарад породице изгледа весело, Боб је дубоко забринут због губитка посла, али то не поверава никоме осим ћерки Марти. Дух наговештава да ће Бобов најмлађи син, Мали Тим, умрети од тешке болести до следеће године ако се ствари не промене.
У три сата ујутро, стиже Дух Божића који ће тек доћи, у обличју неме прилике под велом. Дух показује Скруџу шта ће се десити ако се не промени. Скруџ открива да је Мали Тим умро, као и да његова породица жали за њим, док је Скруџ умро сам и заборављен. Скруџ обећава да ће се покајати и буди се у свом кревету на Божићно јутро.
Скруџ постаје други човек. Моли једног дечака на улици да купи велику ћурку из излога месаре за породицу Крачит. Среће двојицу људи који су прикупљали новац за добротворне сврхе и даје им велику донацију. Посећује Фреда и чини га својим новим пословним партнером, а затим одлази у кућу Крачитових, где свима дарује поклоне и поново запошљава Боба са повећаном платом.

## Улоге
| Глумац                | Улога                       |
| --------------------- | --------------------------- |
| Реџиналд Овен         | Ебенизер Скруџ              |
| Роналд Синклер (млад) | Ебенизер Скруџ              |
| Џин Локхарт           | Боб Крачит                  |
| Кетлин Локхарт        | госпођа Крачит              |
| Тери Килберн          | Мали Тим Крачит             |
| Бари Макај            | Фред                        |
| Лин Карвер            | Бес                         |
| Бани Бејти            | Марта Крачит                |
| Џун Локхарт           | Белинда Крачит              |
| Џон О’Деј             | Питер Крачит                |
| Лео Г. Керол          | Марлијев дух                |
| Ен Радерфорд          | Дух прошлих Божића          |
| Лајонел Брахам        | Дух садашњег Божића         |
| Дарси Кориган         | Дух Божића који ће тек доћи |
| Елвајра Стивенс       | Фен Скруџ                   |
| Форестер Харви        | Стари Фезивиг               |